# Maurizio Seymandi
Maurizio Seymandi (Bengasi, 22 luglio 1937) è un conduttore televisivo, autore televisivo, paroliere e critico musicale italiano.

## Biografia
Nato in Libia, allora territorio metropolitano d’oltremare, rientrò con la famiglia in patria dopo pochi mesi dalla nascita, risiedendo a Milano.
Trasferitosi per motivi di salute a Nervi, tornò nel capoluogo lombardo per iscriversi all'Università Cattolica.
Nel 1958 entrò alla Rai per concorso, inizialmente come sonorizzatore, poi come autore di testi per programmi radiofonici e televisivi durante gli anni sessanta e settanta, collaborando con Marcello Marchesi.
Negli anni sessanta inizia l'attività di paroliere, utilizzando lo pseudonimo Senofonte: il suo maggiore successo l'ottiene con ...che tu mi baciassi (su musica del Maestro Mauro Casini), che Edda Ollari presenta al Cantagiro 1966. È coautore, insieme a Paolo Limiti e al maestro Mario Migliardi, di due sigle del telequiz Rischiatutto: Una musica, (1972), cantata dai Ricchi e Poveri, e Voglio ridere (1973), interpretata dai Nomadi. Ha poi partecipato allo Zecchino d'Oro 1976 con il brano Quattrocentocinquanta bottoni.
Nel 1974 iniziò la sua collaborazione giornalistica con il settimanale TV Sorrisi e Canzoni, diretto da Gigi Vesigna, occupandosi della musica leggera. Nel 1977 creò la trasmissione televisiva Superclassifica Show, inizialmente in onda su una serie di emittenti locali sparse in tutta l'Italia, poi su Canale 5. Seymandi condusse la trasmissione fino al 1995, dopo di che tornò alla radio, con sporadiche apparizioni in televisione.

### Nella cultura popolare
Seymandi è il protagonista di un brano del gruppo italiano En manque d'autre.

## Filmografia
- I tre moschettieri, regia di Beppe Recchia (1991) - musical TV
- L'odissea, regia di Beppe Recchia (1991) - musical TV
- Liberi tutti, regia di Luca Rea (2015) - documentario